# Nerites (thần thoại)

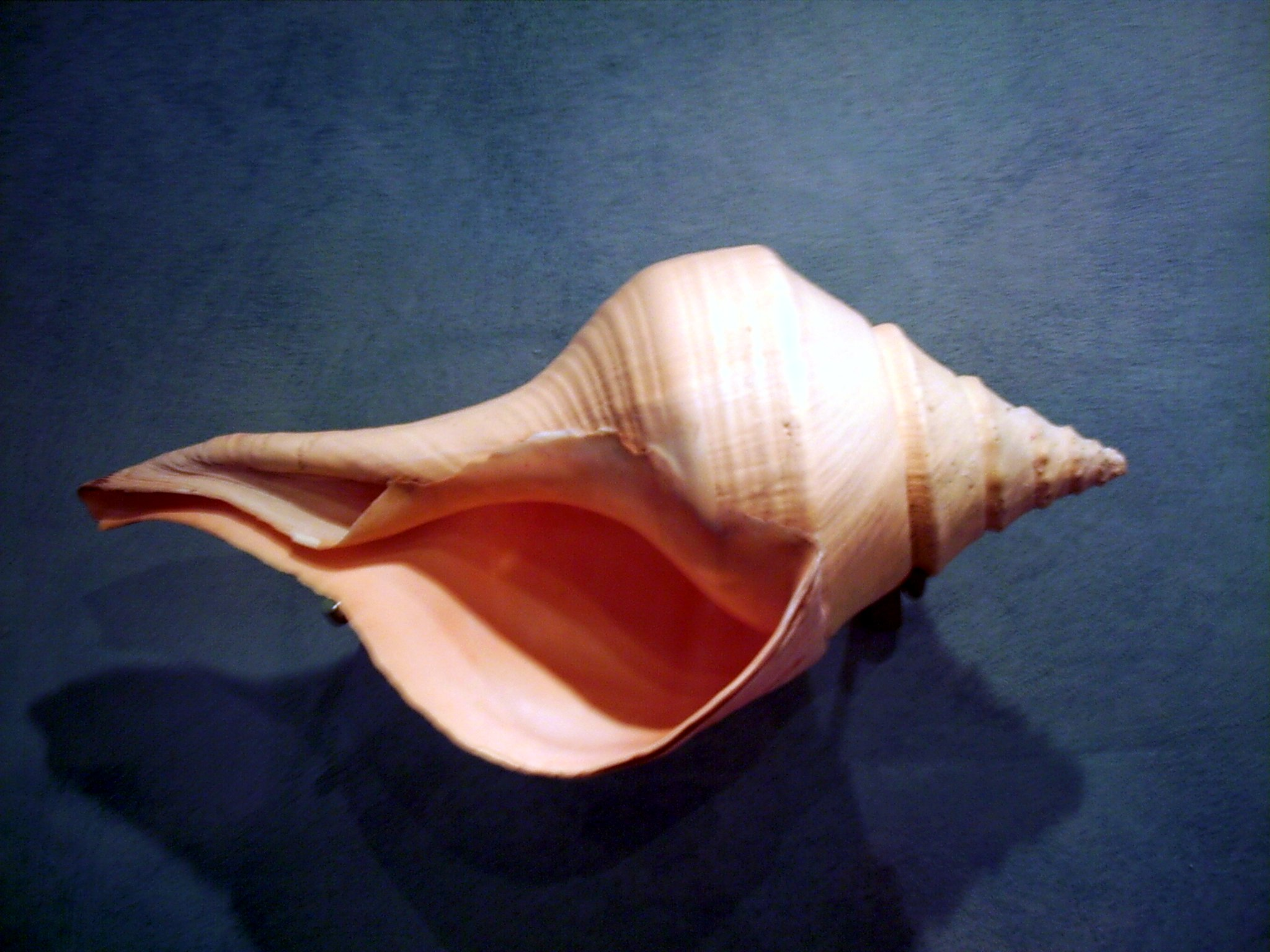
Catalonia VilassarDeDalt CaudelCargol Conquilla

Trong thần thoại Hy Lạp, Nerites (tiếng Hy Lạp: Νηρίτης) là một vị thần biển, con của Nereus và Doris và là anh em của Nereids.
Nerites được mô tả là một chàng trai có vẻ đẹp xuất chúng.
Theo Aelian, Nerites đã không bao giờ được đề cập bởi các nhà thơ sử thi như Homer và Hesiod, nhưng là một nhân vật thông thường trong văn hoá dân gian của thủy thủ. Aelian cũng trích dẫn hai phiên bản của huyền thoại về Nerites, như sau.
Trong một trong các phiên bản, Aphrodite, ngay cả trước khi cô lên đường từ biển đến Olympus, cô đã yêu Nerites. Khi thời gian đã đến để cô ấy gia nhập các vị thần Olympian, cô ấy muốn Nerites đi cùng cô, nhưng anh ta từ chối, anh ta thích ở lại với gia đình ở biển. Thậm chí một thực tế là Aphrodite hứa với anh ta sẽ cho một đôi cánh nhưng cũng không làm anh ta đổi ý. Nữ thần cảm thấy bị khinh miệt nên biến anh ta thành một con sò và đưa anh cho con trai Eros. Nerea, một trong những người chị của Nereid, tìm thấy anh ta và cầu xin Poseidon trả lại anh theo hình dáng ban đầu. Được chuyển đến cho sự thương hại, Poseidon chấp nhận và trả lại Nerites về hình dạng thật sự của mình.
Trong phiên bản khác, Nerites được yêu mến bởi Poseidon và trả lời những cảm xúc của mình. Từ tình yêu lẫn nhau của họ đã nảy sinh Anteros (hiện thân của tình yêu đối ứng). Nerites thành một trong những người tình của vị chúa tể biển cả này. Poseidon cũng cho Nerites làm người đánh xe của ông; cậu chàng đã lái chiếc xe ngựa vô cùng nhanh chóng, với sự ngưỡng mộ của những sinh vật biển khác nhau. Helios, vì những lý do không rõ nguồn gốc của Aelian, đã biến đổi Nerites thành một loài động vật có vỏ. Chính Aelian cho rằng Helios có thể đã muốn cậu trai này vì chính mình và đã bị xúc phạm bởi sự từ chối của mình. Giống như phiên bản đầu tiên, Nerea tìm ra anh và thuyết phục thành công thuyết phục Poseidon đưa Nerites trở lại bình thường.

## Người tình
- Poseidon: chúa tể biển cả